# Wetter (jezioro)
Wetter (szw. Vättern) – jezioro w południowej Szwecji, drugie co do wielkości w tym kraju (po jeziorze Wener), położone w zapadlisku tektonicznym. Znajduje się na wysokości 88 m n.p.m., a jego maksymalna głębokość sięga 128 m – dno jeziora stanowi zatem kryptodepresję.
Brzegi jeziora są wysokie, skaliste i strome. Kanał Gotyjski łączy jezioro z Morzem Bałtyckim i jeziorem Wener. Jezioro odwadnia rzeka Motala ström.
W południowej części jeziora znajduje się wyspa Visingsö (14 km długości).
Główne miasta nad jeziorem Wetter: Jönköping, Motala, Huskvarna, Karlsborg, Askersund, Vadstena. Nad jeziorem leży też najstarsze uzdrowisko Szwecji Medevi ze źródłami zbadanymi już w 1670.
W jeziorze występuje golec zwyczajny, jego populacja zmniejsza swoją liczebność. Golce z południowej Szwecji, w tym z jeziora Wetter różnią się od innych populacji tego gatunku i znane są w Szwecji pod nazwą storröding Odławia się też pewne ilości szczupaków.
Nazwa Vättern pochodzi od szwedzkiego słowa vatten, oznaczającego wodę.